# Мотаґуа
Мотаґуа (ісп. Motagua) — річка у Гватемалі, є найбільшою річкою країни. 

## Географія

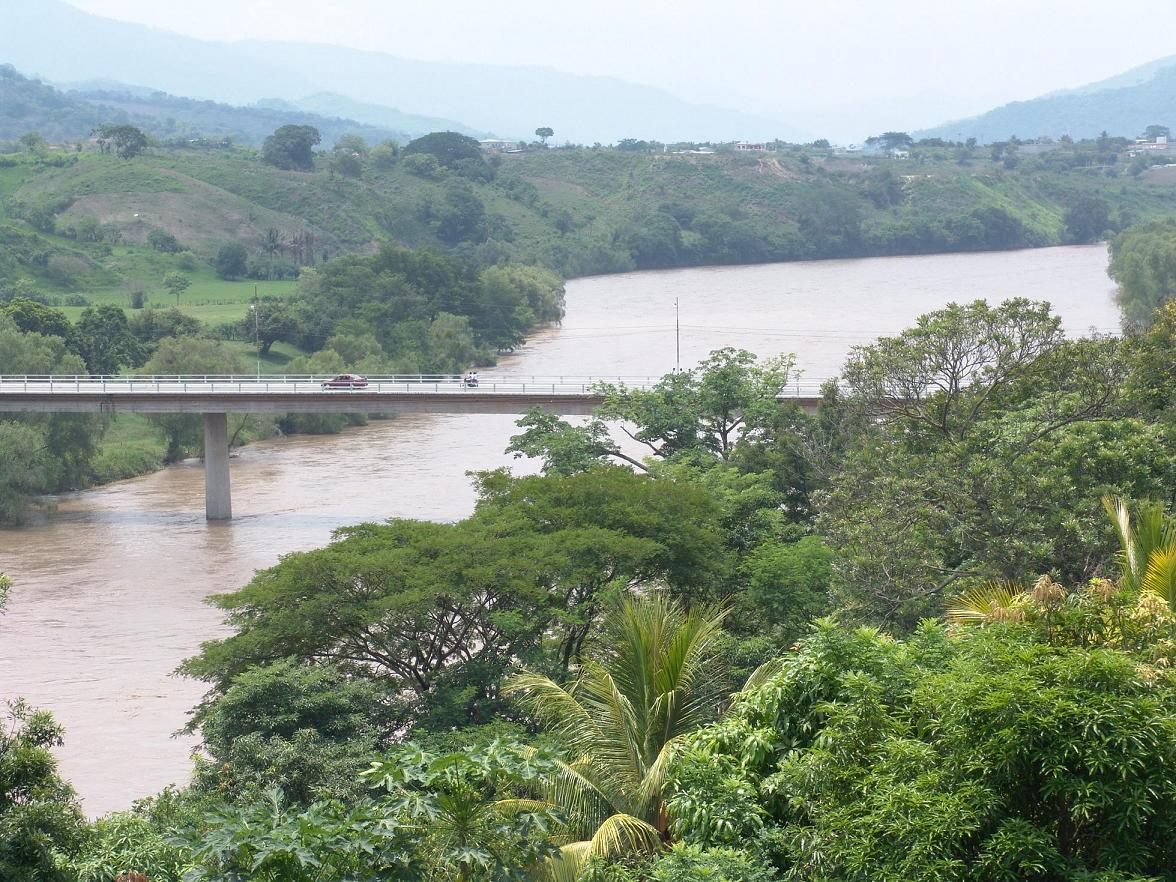

Вона бере початок в західних високогірних районах Гватемали, де її також називають Ріо-Гранде, далі протікає на схід, де впадає в Гондураську затоку. Останні кілька кілометрів річки є частиною кордону між Гватемалою і Гондурасом. Басейн річки займає площу 12 670 км² і є найбільшим в Гватемалі.
Мотаґуа є судноплавною річкою.
Річка протікає в долині, в якій знаходиться єдине джерело нефриту в Центральній Америці, тому річка була важливим торговим маршрутом доколумбової епохи. Місто мая Кіригуа знаходиться недалеко від північного берега річки, також тут виявлено і кілька дрібніших поселень.